# Vələsli (Şabran)
Vələsli è un comune dell'Azerbaigian situato nel distretto di Şabran. 